# Doblegament

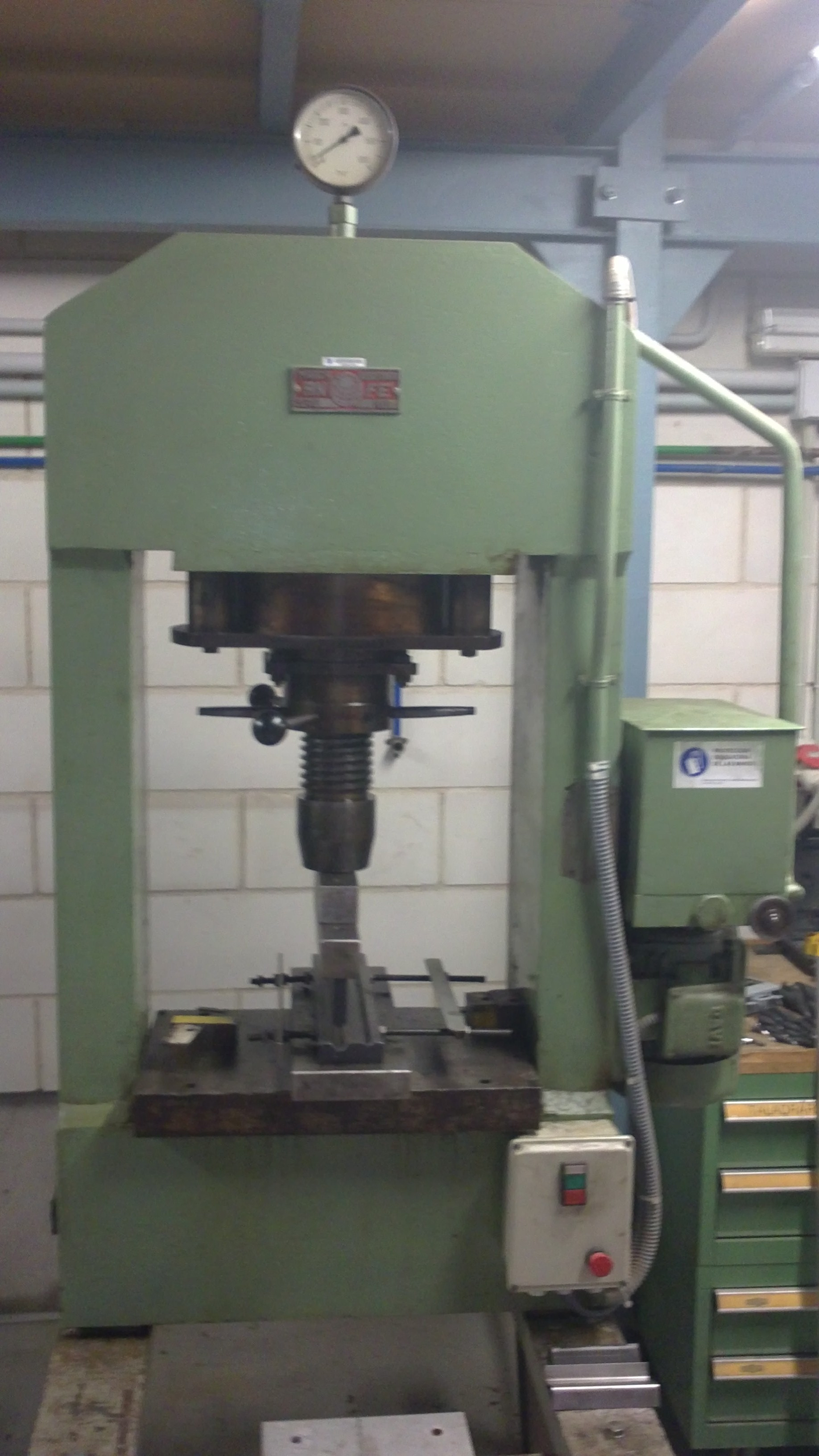
Premsa de doblegament de xapa

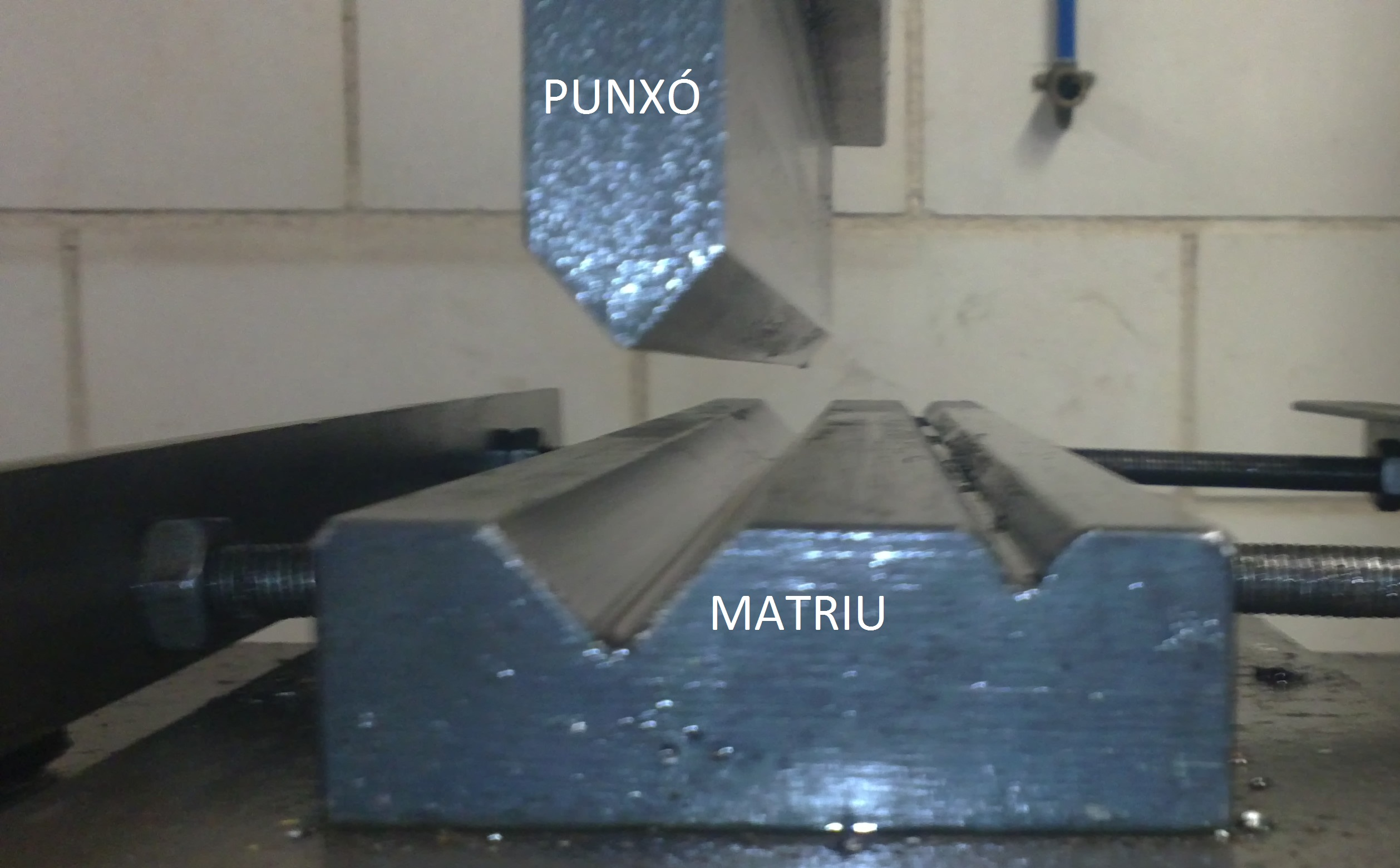
Matriu i punxó

El doblegament consisteix a realitzar una deformació plàstica en una làmina i convertir-la en una peça amb una forma geomètrica determinada. Generalment es doblega amb premses compostes d'un punxó que la part superior que és mòbil, i la matriu la par inferior i fixa.
Perquè el resultat obtingut sigui correcte, els radis interiors del doblegat han d'ésser, si més no, com el gruix de la xapa, i la superfície del punxó i la matriu ha d'estar el més polida possible. Només es poden doblegar xapes o plaques en un material amb prou ductilitat, és a dir, el material ha de tindre la plasticitat requerida per a efectuar l'operació. Quan la ductilitat és massa baixa, en lloc de doblegar, es produirà un tall.

## El descentrament de l'eix neutre
Dins d'un doblegament es considera fibra neutra aquella zona que les fibres no es modifiquen a conseqüència de les forces de tracció i de compressió, la qual està sotmesa a la xapa quan es realitza el doblat. Aquesta zona recorre tota la peça en forma d'eix, i és el que anomenarem eix neutre.
Durant l'operació, la part de fora (exterior) s'allarga, i la part de dins (interior) es comprimeix; això és degut al fet que el límit dels materials no és el mateix en tracció que en compressió. Com que els materials tenen major límit elàstic en compressió que en tracció, es produirà una deformació plàstica major al costat de fora perquè té una major tracció que el de dins, el qual pateix una compressió.
Aquest fenomen provoca que l'eix neutre no equidisti de les dues superfícies. Aquest es trobarà més a prop de la superfície interna que de l'externa, ja que la part externa cedeix abans perquè el seu límit elàstic és menor. També val dir que el descentrat de l'eix neutre depèn, en gran part, de l'espessor de la peça i del radi de doblat.
La conseqüència és que, com que la deformació plàstica exterior és major que la interior, la peça aprimarà a la que es produeix el doblat.

## Sentit de les fibres
El sentit de les fibres en una xapa dependrà dels tractaments sotmesos inicialment. Per acabar essent una xapa, dependrà del laminat previ al que hagi estat sotmès. Per tant, el sentit de les fibres serà de gran importància, perquè si realitzem un doblat en contra de la direcció de les fibres, aquesta peça tindrà un pitjor comportament, una pitjor qualitat, i una durabilitat menor que si el doblat s'hagués fet a favor de les fibres.

## La recuperació elàstica
Una de les dificultats principals que presenten les operacions de doblegat és que a conseqüència de la combinació de tracció i compressió, el metall tendeix a decurvar-se lleugerament quan deixem d'aplicar les càrregues, és a dir, el metall interior tendeix a allargar-se i el metall exterior a acurçar-se. Així es produeix una reducció de l'angle de doblegat anomenada recuperació elàstica. Com el mateix nom indica, en essència, això és degut al fet que tots els cossos són, en major o menor mesura, elàstics.
Això ve donat per l'expressió:
{\displaystyle SB={\frac {A'-A'_{b}}{A'_{b}}}}
on:
SB: recuperació elàstica.
A':angle comprés per la làmina de metall en graus.
{\displaystyle A'_{b}}:angle comprés pel punxó en graus.

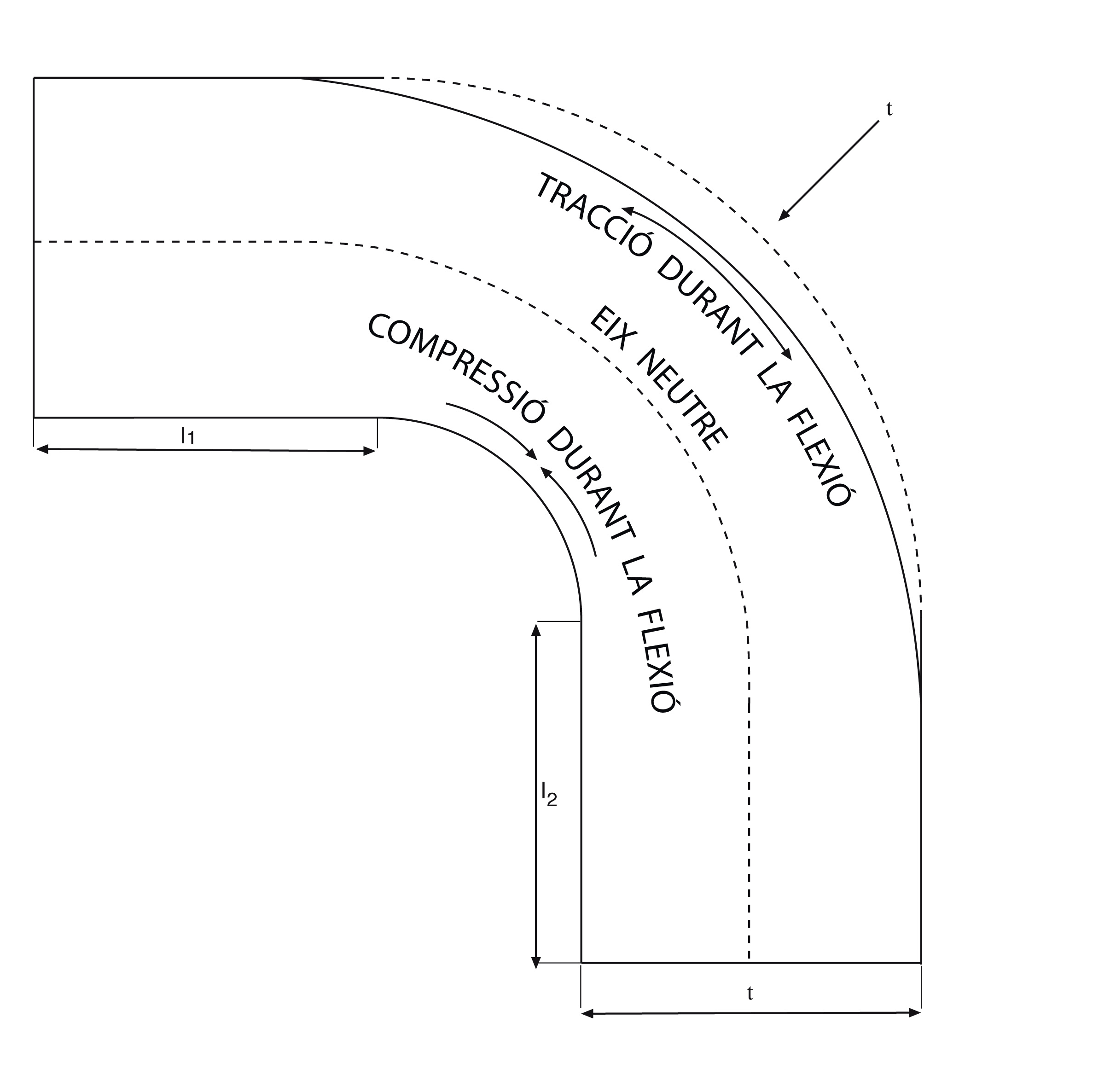
Analisi recuperació elàstica

Per compensar aquest fenomen, es poden realitzar diverses correccions:
- El sobre-doblegat: El doblegat que realitzarem haurà de ser superior al requerit, amb l'objectiu de compensar aquella reducció de l'angle de doblat que provoca la recuperació elàstica del material.
- El colpeix: Es colpeja el material al finalitzar la flexió. Quan es colpeja el material, s'estableix una compressió a la zona de flexió evitant, per tant, una recuperació elàstica.
- El rebatje a la zona de compressió: Així assegurem que tota la zona està sotmesa a deformació plàstica.
- Mantindreu el metall sota la càrrega de tensió quan es realitza la flexió.

També hem de tenir en compte que a l'hora d'operar amb l'objectiu hem d'obtenir la peça el doblegament desitjat de la manera següent:

## El radi
Que s'obtindrà de la següent manera:

Obtindrem la X, mitjançant la fórmula següent:{\displaystyle X={\frac {R_{2}}{S}}}, on:

{\displaystyle R_{2}}:Radi que desitjem.
S:L'Espessor material.

A continuació una volta hem obtingut la X, mitjançant la "Taula de Factors", podrem obtindre la variable coneguda com a K. Una vegada obtinguda K aplicarem la següent fórmula:

{\displaystyle R_{1}=K.(R_{2}+{\frac {S}{2}})-{\frac {S}{2}}}

## L'angle
Que s'obtindrà de la manera següent:

Aplicarem directament la següent equació:{\displaystyle X_{1}={\frac {X_{2}}{K}}}, a on:

{\displaystyle X_{1}}:angle que desitjam obtindre.
{\displaystyle X_{1}}:angle inicial.
K: variable aconseguida mitjançant X i "Tubla de Factors".

## Els processos del doblegament de la xapa en premses
A la indústria la immensa majoria d'operacions de doblegament es realitzaran mitjançant premses, que podran realitzar diferents tipus de doblegament depenent de com i en quina posició estiguin les càrregues o depenent del tipus de matriu.

## Els tipus de càrregues del doblament
Les premses generen una càrrega sobre la làmina, biga, etc. i provoca que es doblegui. Aleshores, existeix una gran varietat de mètodes per aplicar les càrregues, encara que realment existeix poca diferència entre elles.
La força que es genera quan s'apliquen aquestes càrregues dependrà de la geometria del punxó i de l'espessor i l'amplària de la xapa a doblar. Per estimar la força màxima que es necessita per fer el doblat podem utilitzar la següent equació:
{\displaystyle F={\frac {K_{bf}.TS.w.t^{2}}{D}}}
on:
F: la força del doblat (N).

TS: la resistència a la tensió del metall en làmina (MPa).

w: l'ample de la part en la direcció de l'eix doblegat (mm).

t: l'espessor del material (mm).

D: la dimensió matriu oberta (mm).

{\displaystyle K_{bf}}: És una constant que varia en funció del procés de dobleig.

- Pel doblat en V el seu valor és 1.33.
- Pel doblat de cantons el seu valor és 0.33.

## Les operacions del doblegament
Les operacions, com es menciona a la introducció, es realitzaran utilitzant diferents tipus de punxons i matrius.
Els dos mètodes de doblament més utilitzats són el doblat en V,(que té aquest nom perquè el seu punxó té forma de V) i el doblat de cantons.

### El doblegament en V
La làmina es doblega entre un punxó i una matriu en forma de V. La varietat d'angles que es pot aconseguir amb aquest mètode és des d'angles molt obtusos fins a angles molt aguts.

Els doblegaments en V es realitzaran en indústries que han de menester una baixa producció i, generalment, els efectuarà una premsa de cortina.----dibuix doblament----
Tenint en compte que, quan es realitza el doblegament, la xapa sosté els extrems i la força del punxó s'exerceix, generalment, al centre de la xapa, la força necessària per a efectuar-lo es calcula amb la següent fórmula:

{\displaystyle P={\frac {S_{2}.b.Kd}{3.l}}}

aon:

P= la força necessària per a realitzar el doblament.
{\displaystyle S_{2}}= l'espessor xapa (mm).
b= l'amplària del material a doblar (mm).
Kd= la sol·licitud a la flexió necessària per al doblament permanent (kg/mm2).(Kd=2·Kt)
Kt= el coeficient de trencament a la tracció (Kg/mm2).
l= la substància entre suports (mm).

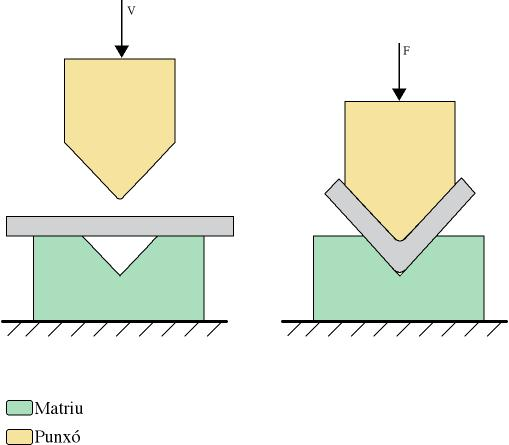
Doblament en V.

v: la velocitat.

F: la Força del doblament aplicada.

### El doblegament dels cantons
S'utilitza una placa que aplica una força de subjecció per aguantar la làmina sobre la matriu, mentre que el punxó exerceix una càrrega sobre la part de la làmina volada per doblegar-la pel cantó de la matriu. Normalment, el doblegament sol estar sobre el 90° o inferiors, encara que es poden dissenyar punxons i matrius més complexes per als angles superiors a 90°. Aquest tipus de doblament és més complicat i costós que el de V i, per això, s'utilitza la indústria per a una alta productivitat.

La força necessària per efectuar el doblament es calcula amb la següent fórmula:

{\displaystyle P={\frac {S.b.Kd}{6}}}

on:

P= la força necessària per realitzar el doblament.
S= l'espessor xapa (mm).
b= l'amplària del material a doblar (mm).
Kd= la sol·licitud a la flexió necessària per al doblament permanent (kg/mm2).(Kd=2·Kt)
Kt= el coeficient de trencament a la tracció (Kg/mm2).

v: la velocitat.

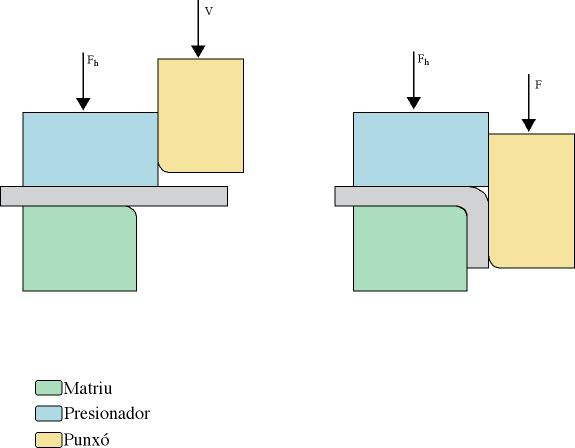
Doblegament de cantons.

F: la força del doblegament aplicada.

{\displaystyle F_{h}}: Força de subjecció.

## Altres operacions del doblegament i relacionades amb el conformat
A part de les dues operacions més utilitzades a la indústria -doblegament en V i de cantons-, hi hi una gran varietat d'operacions addicionals menys utilitzades que involucren el doblegament d'eixos corbats, en lloc d'eixos drets, o tenen altres característiques diferents a les dues principals.

### Formació de brides
És l'operació a la qual el filó de la làmina es doblega 90° per formar un cantó. El seu objectiu principal és reforçar o donar rigiditat a una làmina.

### El doblec
Es realitza el doblegament del cantó de la làmina sobre ella mateixa per eliminar el cantó agut de la peça per millorar la rigiditat o per a millorar l'experiència.

### L'engargolament
S'acoblen dos cantons de làmines metàl·liques.

### El rebordament (revorejament?)
Els cantons es fan en forma de rotlle. La seva finalitat és de millorar la seguretat, aconseguir una major resistència i una millor estètica.

### Les operacions miscel·lànies de doblegament
La majora part d'aquestes operacions es realitzen amb matrius i punxons molt similars a les del doblegament en V.
- El doblegament en canal.
- El doblegament en U.
- El doblegament escalonat.
- El doblegament a l'aire.